# 28894 Ryanchung
28894 Ryanchung è un asteroide della fascia principale. Scoperto nel 2000, presenta un'orbita caratterizzata da un semiasse maggiore pari a 2,4780186 UA e da un'eccentricità di 0,1140228, inclinata di 5,03001° rispetto all'eclittica.